# Georgetown (Queensland)
Georgetown – miasto w Australii, w stanie Queensland.